# Asociación de Coros y Danzas Francisco de Goya
La Asociación de Coros y Danzas 'Francisco de Goya' es una entidad dedicada a la investigación, conservación y difusión de los valores tradicionales de la Comunidad de Madrid. Su principal objetivo es el estudio e interpretación de las danzas goyescas y bailes de la escuela bolera de baile, que alcanzaron gran popularidad en Madrid sobre todo en los siglos XVII y XIX.
La asociación lleva el nombre de Francisco de Goya, el pintor que inmortalizó las escenas y costumbres del Madrid de esta época.
Publica la revista Zarabanda para la difusión del folclore, y organiza cursos de danzas madrileñas.

## Trayectoria
La entidad comienza su andadura como grupo folclórico en 1950, con el ánimo de mantener vivas las manifestaciones de arte popular y perpetuar sus usos y costumbres. Posteriormente, se refunda como asociación cultural en el año 1973.
En la actualidad está compuesta por unas 40 personas, entre danzantes, cantantes y músicos.
La Asociación de Coros y Danzas 'Francisco de Goya' es miembro de la Federación Madrileña de Folklore, la Federación de Asociaciones de Coros y Danzas de España, el Consell International des Organisations de Festivals de Folklore et Arts Traditionels (que agrupa a 52 países de todo el mundo) y de la Organización Internacional del Arte Popular (reconocida en el status C de la Unesco e integrada por más de 60 países).
El grupo participa en las fiestas patronales de Madrid y en diversos eventos públicos, aparte de actuar de forma habitual en diversos festivales nacionales e internacionales.

## Repertorio

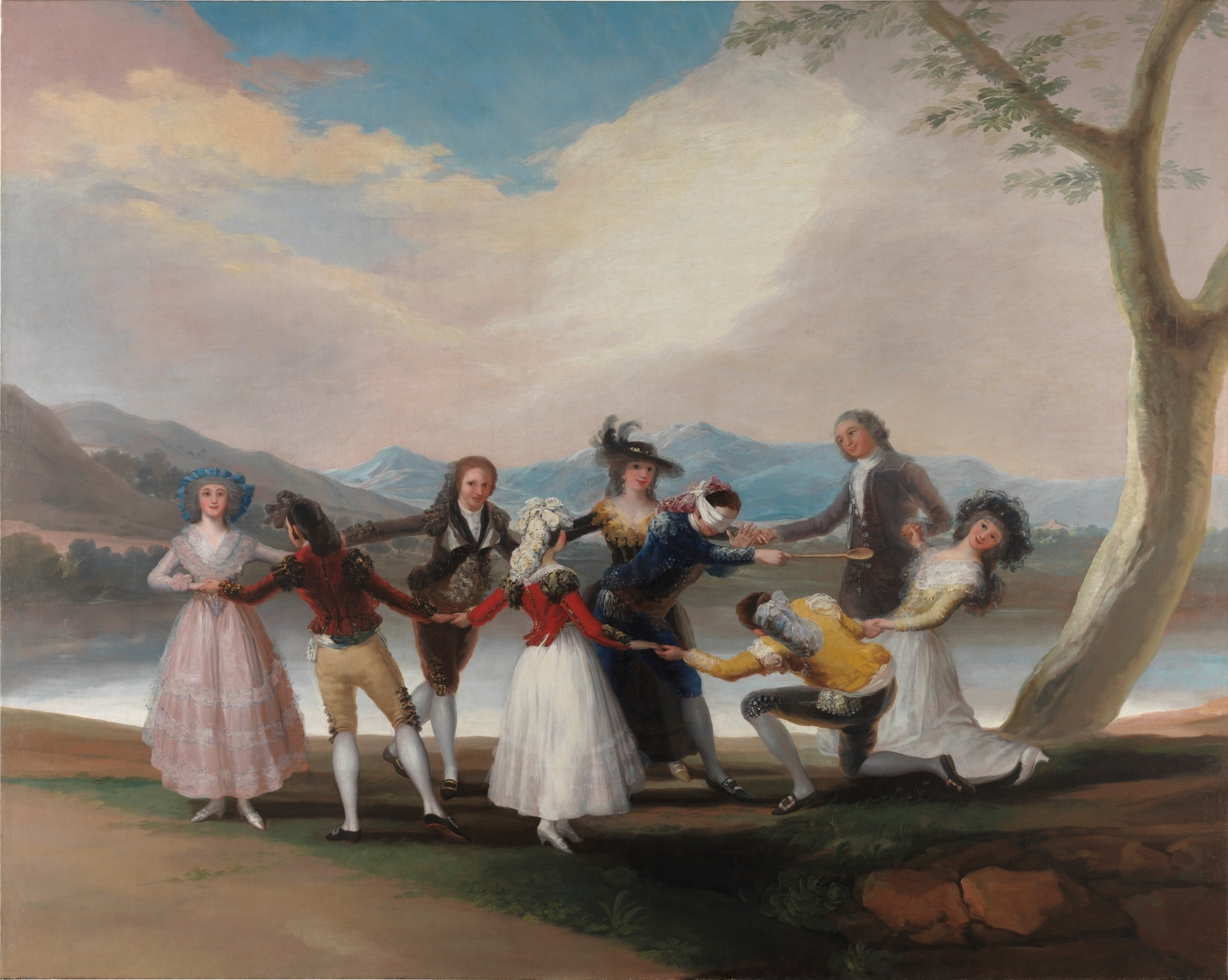
El grupo adopta en sus actuaciones la indumentaria goyesca y representan escenas de los cuadros pintados por Goya.

En su extenso repertorio, la asociación incluye danzas de distintos puntos de España (Andalucía, Aragón, Castilla, Extremadura...), pero su principal objetivo se basa en el estudio e interpretación de las danzas goyescas y bailes de la Escuela Bolera. Boleros, fandangos, tiranas, seguidillas, panaderos y jaleos, fueron bailados por los madrileños en verbenas, romerías y toda clase de festejos populares. Recogidas posteriormente por la Escuela Bolera, estas danzas se caracterizan por su elegancia, estilismo y técnica en la ejecución. 
La música que acompaña a estas danzas se interpreta con instrumentos de cuerda: bandurria, laúd y guitarra. 
Para su interpretación se utiliza el traje que usaban los majos y majas, inmortalizado por Goya en sus cuadros y tapices. La asociación pretende romper así con la idea generalizada de que Madrid no tiene folklore, en la comparación que se realiza con otras provincias cuyo folklore se ha divulgado más.
Además, junto a las danzas, el grupo recoge y da vida a algunos de los cuadros de Goya, como La Vendimia, El Parasol, El Baile de la Pradera, La Maja y los Embozados, Las Floreras, La Gallina Ciega y El Manteo del Pelele. 
Los trajes que el grupo exhibe son réplicas exactas de los modelos de los cuadros.